# Allonotus lepidus
Allonotus lepidus là một loài tò vò trong họ Ichneumonidae.